# Dominique Jacob
Dominique Jacob est un homme politique français né le 5 janvier 1735 à Nancy (Meurthe-et-Moselle) et décédé le 29 mars 1809 à Toul (Meurthe-et-Moselle).
Il est le fils de François René Jacob, avocat au parlement de Nancy et ancien procureur syndic de l'hôtel de ville de Nancy, et de Thérèse Martin.
Président du tribunal de district de Toul et maire de la ville, il est élu suppléant à la Convention et admis à siéger comme député de la Meurthe le 22 juillet 1793. Il devient ensuite juge au tribunal criminel de la Meurthe et receveur de l'administration des domaines.

## Sources
- « Dominique Jacob », dans Adolphe Robert et Gaston Cougny, Dictionnaire des parlementaires français, Edgar Bourloton, 1889-1891 [détail de l’édition]